# Louis Thomas Bourgeois
Louis Thomas Bourgeois (Fontaine-l'Évêque, 1676 - París, 1750) fou un mestre de capella, cantant i compositor. Va ser superintendent de música del duc de Borbó, i mestre de capella de les catedrals de Toul i Estrasburg. Cantà durant cert temps a l'Òpera, teatre en el que estrenà les òperes de la seva composició:
- Les amours déguisés (1713));
- Les plaisirs de la Paix (1715).

A més, va compondre diferents cantates i altres obres executades en els palaus dels grans senyors de la cort, de les quals se'n coneixen: 
- Les nuits de Sceaux (1714)
- Zephire et Flore (1715);
- Psyché (1718);
- Phedre et Hippolyte;
- La lyre d'Anacreón;
- Céphale et l'Aurore;
- Dédale;
- Don Quichotte;
- Divertissement pour la naissance du Dauphin (Dijon, 1729);
- Idylle de Rambouillet (1735);
- Les peines et plaisirs de l'amour;
- Diane, i algunes d'altres.